# Esquí de fons als Jocs Olímpics d'hivern de 2006 - esprint individual masculí
Als Jocs Olímpics d'Hivern de 2006 celebrats a la ciutat de Torí (Itàlia) es disputà una prova d'esquí de fons en la modalitat d'esprint individual en categoria masculina, que unida a la resta de proves conformà el programa oficial dels Jocs.
Aquesta prova es disputà el 22 de febrer de 2006 a les instal·lacions esportives de Pragelato. Hi participaren un total de 80 equiadors de 34 comitès nacionals diferents.

## Resum de medalles
| Or         | Argent         | Bronze              |
| Björn Lind | Roddy Darragon | Thobias Fredriksson |

## Resultats

### Qualificació
Sobre una distància d'1,3 quilòmetres es classifiquen els 30 primers per passar a quarts de final.
| Pos. | Nom                  | CON             | Temps   |   |
| ---- | -------------------- | --------------- | ------- | - |
| 1    | Björn Lind           | Suècia          | 2:13.53 | Q |
| 2    | Andrew Newell        | Estats Units    | 2:14.79 | Q |
| 3    | Johan Kjølstad       | Noruega         | 2:15.11 | Q |
| 4    | Vassili Rotchev      | Rússia          | 2:16.19 | Q |
| 5    | Cristian Zorzi       | Itàlia          | 2:16.23 | Q |
| 6    | Mikael Östberg       | Suècia          | 2:16.24 | Q |
| 7    | Trond Iversen        | Noruega         | 2:16.25 | Q |
| 8    | Loris Frasnelli      | Itàlia          | 2:16.30 | Q |
| 9    | Peter Larsson        | Suècia          | 2:16.62 | Q |
| 10   | Roddy Darragon       | França          | 2:16.76 | Q |
| 11   | Renato Pasini        | Itàlia          | 2:16.87 | Q |
| 12   | Ola Vigen Hattestad  | Noruega         | 2:17.26 | Q |
| 13   | Yuichi Onda          | Japó            | 2:17.53 | Q |
| 14   | Anti Saarepuu        | Estònia         | 2:17:75 | Q |
| 15   | Tor Arne Hetland     | Noruega         | 2:17.91 | Q |
| 16   | Chris Cook           | Estats Units    | 2:18.46 | Q |
| 17   | Freddy Schwienbacher | Itàlia          | 2:18.59 | Q |
| 18   | Yevgeniy Koschevoy   | Kazakhstan      | 2:18.88 | Q |
| 19   | Thobias Fredriksson  | Suècia          | 2:18.90 | Q |
| 20   | Martin Koukal        | Txèquia         | 2:19.39 | Q |
| 21   | Dušan Kožíšek        | Txèquia         | 2:19.64 | Q |
| 22   | Keijo Kurttila       | Finlàndia       | 2:19.94 | Q |
| 23   | Janusz Krężelok      | Polònia         | 2:20.04 | Q |
| 24   | Harald Wurm          | Àustria         | 2:20.11 | Q |
| 25   | Martin Stockinger    | Àustria         | 2:20.18 | Q |
| 26   | Lauri Pyykönen       | Finlàndia       | 2:20.21 | Q |
| 27   | Ivan Alypov          | Rússia          | 2:20.21 | Q |
| 28   | Sergei Novikov       | Rússia          | 2:20.29 | Q |
| 29   | Lefteris Fafalis     | Grècia          | 2:20.33 | Q |
| 30   | Christoph Eigenmann  | Suïssa          | 2:20.46 | Q |
| 31   | Drew Goldsack        | Canadà          | 2:20.62 |   |
| 32   | Sean Crooks          | Canadà          | 2:20.70 |   |
| 33   | Maciej Kreczmer      | Polònia         | 2:20.83 |   |
| 34   | Pavel Korostelev     | Rússia          | 2:21.00 |   |
| 35   | Nikolay Chebotko     | Kazakhstan      | 2:21.23 |   |
| 36   | Torin Koos           | Estats Units    | 2:21.47 |   |
| 37   | Devon Kershaw        | Canadà          | 2:21.49 |   |
| 38   | Peeter Kummel        | Estònia         | 2:21.60 |   |
| 39   | Nejc Brodar          | Eslovènia       | 2:21.94 |   |
| 40   | Ivan Bilosyuk        | Ucraïna         | 2:21.97 |   |
| 41   | Priit Narusk         | Estònia         | 2:22.19 |   |
| 42   | Vitaly Martsyv       | Ucraïna         | 2:22.30 |   |
| 43   | Shunsuke Komamura    | Japó            | 2:22.38 |   |
| 44   | Zoltan Tagscherer    | Hongria         | 2:22.69 |   |
| 45   | Yevgeni Safonov      | Kazakhstan      | 2:22.99 |   |
| 46   | Lars Flora           | Estats Units    | 2:23.02 |   |
| 47   | Phil Widmer          | Canadà          | 2:23.79 |   |
| 48   | Zhang Chengye        | R.P. de la Xina | 2:24.18 |   |
| 49   | Martin Otcenas       | Eslovàquia      | 2:24.77 |   |
| 50   | Olegs Maluhins       | Letònia         | 2:24.88 |   |
| 51   | Paul Murray          | Austràlia       | 2:25.29 |   |
| 52   | Alexander Lasutkin   | Belarús         | 2:25.79 |   |
| 53   | Tian Ye              | R.P. de la Xina | 2:25.85 |   |
| 54   | Aivar Rehemaa        | Estònia         | 2:26.09 |   |
| 55   | Sergey Cherepanov    | Kazakhstan      | 2:26.48 |   |
| 56   | Joze Mehle           | Eslovènia       | 2:27.02 |   |
| 57   | Oliver Kraas         | Sud-àfrica      | 2:27.68 |   |
| 58   | Zhang Qing           | R.P. de la Xina | 2:27.90 |   |
| 59   | Aleksej Novoselkij   | Lituània        | 2:28.04 |   |
| 60   | Damir Jurcevic       | Croàcia         | 2:28.21 |   |
| 61   | Sami Jauhojärvi      | Finlàndia       | 2:28.42 |   |
| 62   | Mikhail Gumenyak     | Ucraïna         | 2:28.72 |   |
| 63   | Park Byung Joo       | Corea del Sud   | 2:28.85 |   |
| 64   | Muhammet Kızılarslan | Turquia         | 2:28.94 |   |
| 65   | Zsolt Antal          | Romania         | 2:29.40 |   |
| 66   | Olexandr Putsko      | Ucraïna         | 2:30.99 |   |
| 67   | Sabahattin Oglago    | Turquia         | 2:31.10 |   |
| 68   | Valts Eiduks         | Letònia         | 2:31.25 |   |
| 69   | Mihai Galiceanu      | Romania         | 2:31.43 |   |
| 70   | Chen Haibin          | R.P. de la Xina | 2:32.01 |   |
| 71   | Ivan Bariakov        | Bulgària        | 2:32.18 |   |
| 72   | Intas Spalvins       | Letònia         | 2:32.26 |   |
| 73   | Denis Klobucar       | Croàcia         | 2:33.10 |   |
| 74   | Olegs Andrejevs      | Letònia         | 2:33.23 |   |
| 75   | Alen Abramovic       | Croàcia         | 2:34.61 |   |
| 76   | Jung Eui Myung       | Corea del Sud   | 2:35.39 |   |
| 77   | Ilie Bria            | Moldàvia        | 2:42.30 |   |
| 78   | Bahadur Gupta        | Índia           | 2:43.30 |   |
| 79   | Hovhannes Sargsyan   | Armènia         | 2:47.68 |   |
| 80   | Edmond Khachatryan   | Armènia         | 2:49.98 |   |

### Quarts de final
Es realitzaren cinc quarts de final amb sis esquiadors cada una. Els dos primers de cada una avançaren a semifinals.
Quarts de final 1
| Pos. | Dorsal | Nom                 | Resultat |   |
| ---- | ------ | ------------------- | -------- | - |
| 1    | 1      | Björn Lind          | 2:21.5   | Q |
| 2    | 10     | Roddy Darragon      | 2:21.9   | Q |
| 3    | 20     | Martin Koukal       | 2:23.5   |   |
| 4    | 11     | Renato Pasini       | 2:23.7   |   |
| 5    | 21     | Dušan Kožíšek       | 2:24.5   |   |
| 6    | 30     | Christoph Eigenmann | 2:25.6   |   |

Quarts de final 2
| Pos. | Dorsal | Nom                  | Resultat |   |
| ---- | ------ | -------------------- | -------- | - |
| 1    | 17     | Freddy Schwienbacher | 2:20.4   | Q |
| 2    | 14     | Anti Saarepuu        | 2:20.7   | Q |
| 3    | 4      | Vassili Rotchev      | 2:22.0   |   |
| 4    | 7      | Trond Iversen        | 2:22.5   |   |
| 5    | 24     | Harald Wurm          | 2:23.4   |   |
| 6    | 27     | Ivan Alypov          | 2:24.7   |   |

Quarts de final 3
| Pos. | Dorsal | Nom               | Resultat |   |
| ---- | ------ | ----------------- | -------- | - |
| 1    | 5      | Cristian Zorzi    | 2:25.9   | Q |
| 2    | 15     | Tor Arne Hetland  | 2:26.1   | Q |
| 3    | 4      | Mikael Östberg    | 2:26.7   |   |
| 4    | 7      | Martin Stockinger | 2:27.1   |   |
| 5    | 24     | Chris Cook        | 2:27.9   |   |
| 6    | 27     | Lauri Pyykönen    | 2:28.1   |   |

Quarts de final 4
| Pos. | Dorsal | Nom                 | Resultat |   |
| ---- | ------ | ------------------- | -------- | - |
| 1    | 12     | Ola Vigen Hattestad | 2:23.1   | Q |
| 2    | 19     | Thobias Fredriksson | 2:23.2   | Q |
| 3    | 9      | Peter Larsson       | 2:23.3   |   |
| 4    | 2      | Andrew Newell       | 2:24.3   |   |
| 5    | 22     | Keijo Kurttila      | 2:25.1   |   |
| 6    | 29     | Lefteris Fafalis    | 2:26.7   |   |

Quarts de final 5
| Pos. | Dorsal | Nom                | Resultat |   |
| ---- | ------ | ------------------ | -------- | - |
| 1    | 3      | Johan Kjølstad     | 2:20.2   | Q |
| 2    | 8      | Loris Frasnelli    | 2:20.4   | Q |
| 3    | 18     | Yevgeniy Koschevoy | 2:20.7   |   |
| 4    | 23     | Janusz Krężelok    | 2:21.6   |   |
| 5    | 28     | Sergei Novikov     | 2:21.9   |   |
| 6    | 13     | Yuichi Onda        | 2:22.3   |   |

### Semifinals
Es realitzaren dues semifinals amb cinc esquiadors en cada una. Els dos primers de cada una passaren a la final A i els altres quatre a la Final B.
Semifinal 1
| Pos. | Dorsal | Nom                  | Resultat |   |
| ---- | ------ | -------------------- | -------- | - |
| 1    | 1      | Björn Lind           | 2:19.6   | Q |
| 2    | 10     | Roddy Darragon       | 2:19.9   | Q |
| 3    | 17     | Freddy Schwienbacher | 2:22.8   |   |
| 4    | 14     | Anti Saarepuu        | 2:34.8   |   |
| 5    | 15     | Tor Arne Hetland     | 2:43.2   |   |

Semifinal 2
| Pos. | Dorsal | Nom                 | Resultat |   |
| ---- | ------ | ------------------- | -------- | - |
| 1    | 19     | Thobias Fredriksson | 2:25.9   | Q |
| 2    | 5      | Cristian Zorzi      | 2:26.1   | Q |
| 3    | 8      | Loris Frasnelli     | 2:26.8   |   |
| 4    | 3      | Johan Kjølstad      | 2:27.1   |   |
| 5    | 12     | Ola Vigen Hattestad | 2:29.0   |   |

### Final

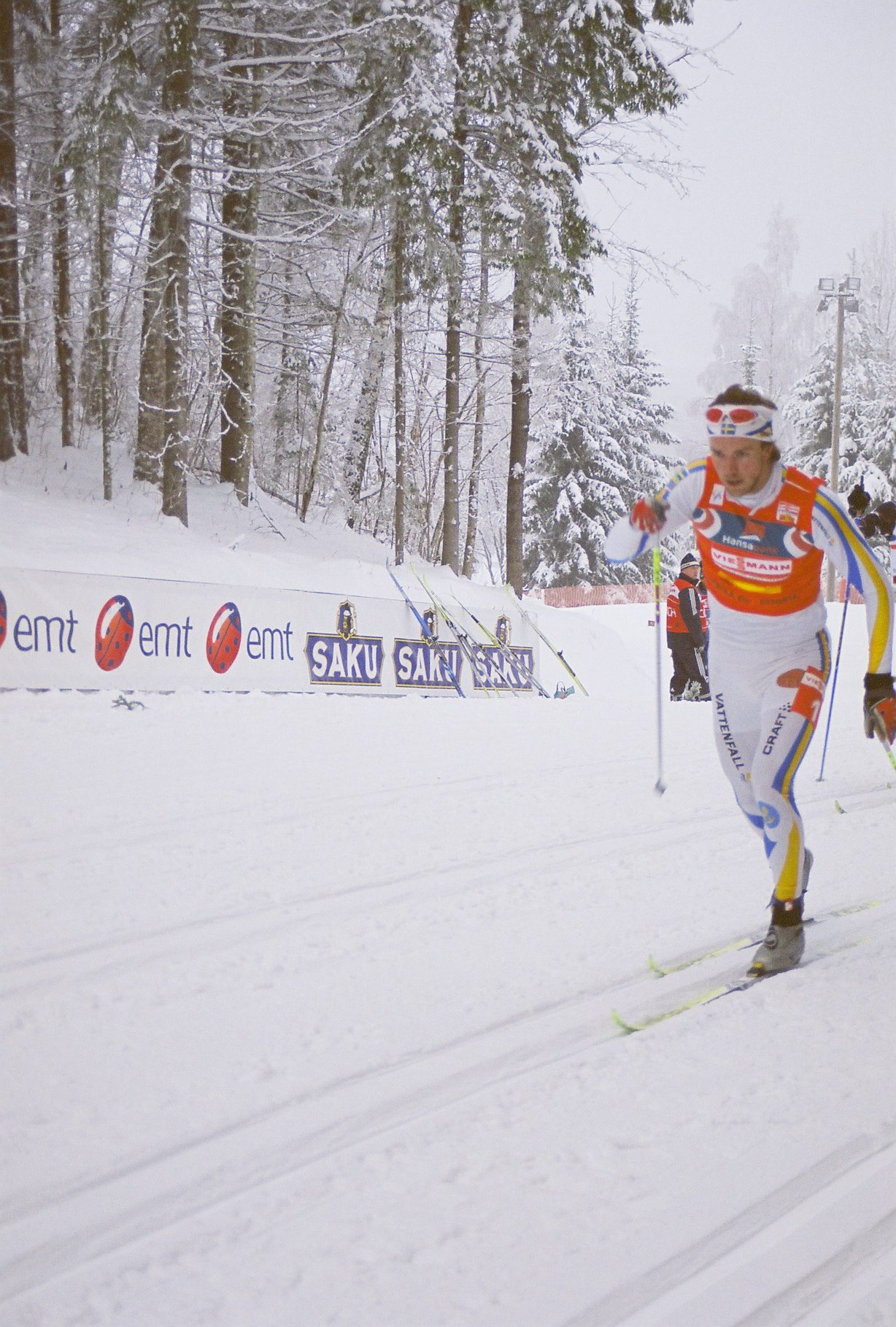
Imatge de Björn Lind, guanyador de la medalla d'or.

Final A
| Pos. | Dorsal | Nom                 | Resultat |
| ---- | ------ | ------------------- | -------- |
| 1    | 1      | Björn Lind          | 2:26.5   |
| 2    | 10     | Roddy Darragon      | 2:27.1   |
| 3    | 19     | Thobias Fredriksson | 2:27.8   |
| 4    | 5      | Cristian Zorzi      | 2:31.7   |

Final B
| Pos. | Dorsal | Nom                  | Resultat |
| ---- | ------ | -------------------- | -------- |
| 1    | 17     | Freddy Schwienbacher | 2:23.    |
| 2    | 8      | Loris Frasnelli      | 2:25.2   |
| 3    | 3      | Johan Kjølstad       | 2:25.6   |
| 4    | 14     | Anti Saarepuu        | 2:27.9   |